# Malmö stadion

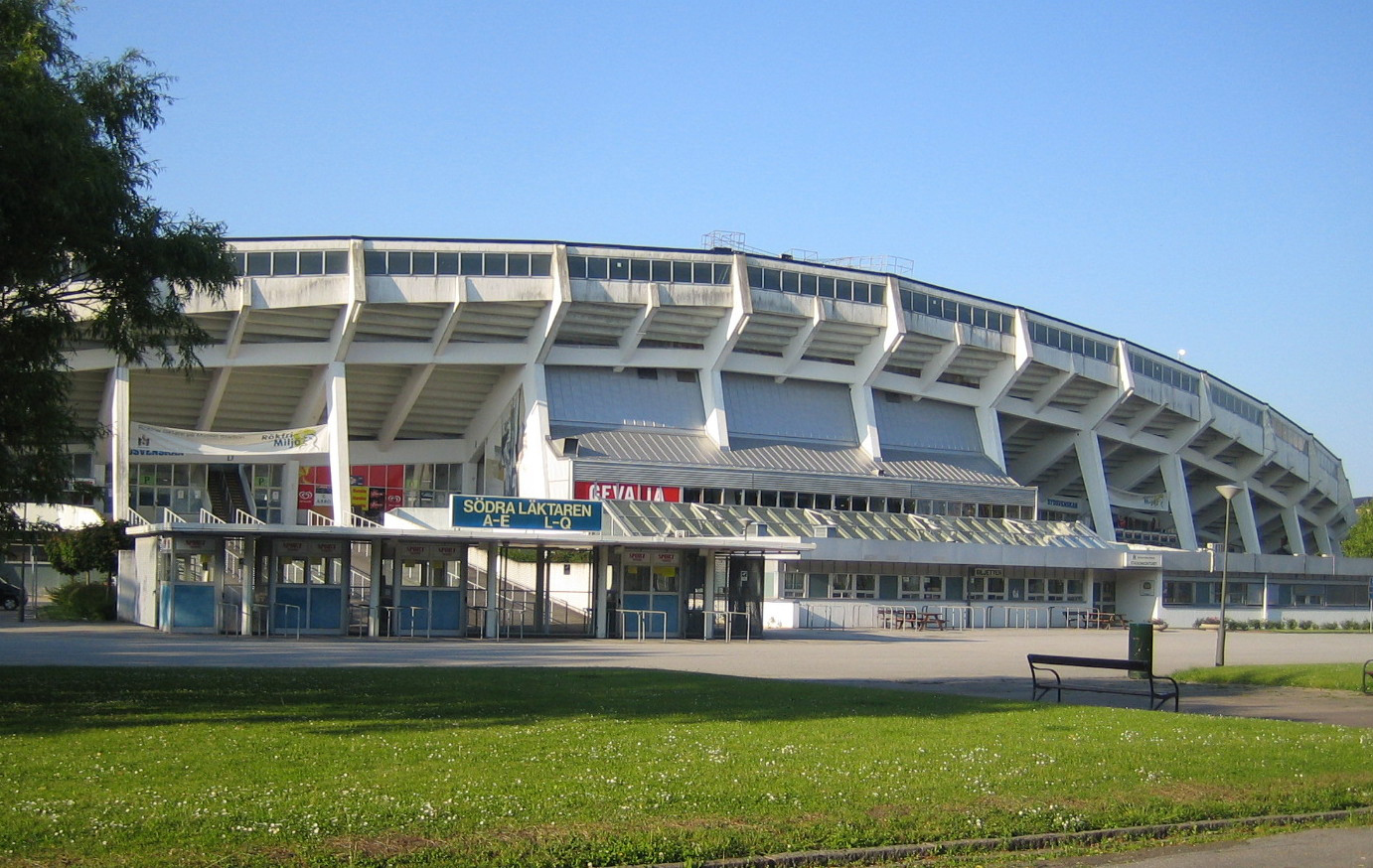
Malmö Stadion

Malmö Stadion to wielofunkcyjny stadion w mieście Malmö w Szwecji. Najczęściej używany jest jako stadion piłkarski, a swoje mecze rozgrywa na nim drużyna Malmö FF. Stadion został wybudowany w 1958 roku i może pomieścić około 26.500 widzów (przed jego otwarciem głównym stadionem w mieście był Malmö IP). Jego architektura jest podobna do Nya Ullevi w Göteborgu, a oba projektował ten sam architekt. Stadiony te zostały wybudowane na Mistrzostwa Świata w 1958. Nowy stadion w Malmö, który pomieści 24.000 widzów, zostanie ukończony w 2009 roku.
Rekord frekwencji na Malmö Stadion osiągnięto podczas MŚ 1958, gdy na trybunach zasiadło 30.953 widzów podczas meczu pomiędzy Argentyną a RFN.